# Idabato
Idabato est une commune (Council) du Cameroun située dans la région du Sud-Ouest et le département du Ndian.

## Géographie
À proximité de la frontière avec le Nigeria, c'est une île qui fait partie de la péninsule de Bakassi, dans le golfe de Guinée.

## Population
Lors du recensement de 2005, la commune comptait 3 482 habitants, dont 1 210 pour Idabato proprement dit. Les localités de Kombo Amunja et Jabane font aussi partie de la commune.

## Villages
La commune est constituée de deux groupements et trois villages ou quartiers :
- Iadabato Town : Kombo Amunja I
- Iadabato Rural : Kombo Amunja II, Kombo Amunja III.